# Transfett
Transfett är fett som innehåller transfettsyror vilket är en typ av omättade fettsyror. Transfettsyror bildas vid industriell delvis härdning av fetter och oljor. Fullständigt härdat fett innehåller dock enbart mättade fettsyror och alltså inget transfett. Det bildas även naturligt transfett i små mängder i våmmen hos idisslare och förekommer därför även bland fettsyrorna i mejeriprodukter. Transfettsyror innehåller en eller flera dubbelbindningar i trans-ställning, vilket innebär att väteatomerna sitter på motsatt sida av dubbelbindningen. Detta medför att transfettsyror blir raka kedjor och får liknande egenskaper som mättade fettsyror, trots att de är omättade. Transfetter kan finnas i pommes frites (friterad mat), pajer, piroger, pulversåser, margarin, feta kondisbitar, chokladbollar, småkakor, kakor med lång hållbarhet, kex, godis, snacks, glass och mikrovågspopcorn. Även fetter som innehållsdeklareras som "delvis härdat fett" eller "härdat vegetabiliskt fett" kan innehålla transfettsyror.

## Etymologi
Trans- som prefix betyder över, bortom, att gå bortom, från latinets trans-, som preposition över, gå över, bortom, det troliga ursprunget är från trare-, som betyder att korsa (se igenom).

## Hälsopåverkan
Kost innehållande industriella transfetter anses öka halten av dålig kolesterol (LDL) och sänka halten av gott kolesterol (HDL) i högre grad än motsvarande intag av mättade fetter och fetter med enkelomättade och fleromättade icke-transfettsyror. En utförlig studie publicerad 2006 i New England Journal of Medicine visar på ett starkt samband mellan konsumtion av transfetter och ökad risk för prostatacancer, hjärtinfarkt och andra hjärt- och kärlsjukdomar. Det finns även studier som visar på andra negativa effekter jämfört med icke-transfetter.
 
Dock är det fortfarande osäkert hur stor påverkan transfetterna i sig har på olika sjukdomar, och olika länder har olika gränsvärden för högsta tillåtna mängd av industriella transfetter i livsmedel och kosten som helhet.
En annan faktor är att det enligt en del studier, bland annat av den omfattande amerikanska Nurse's Health Study och den finska undersökningen Alfa-Tocopherol, Beta-Carotene Cancer Prevention Study, framkommit att naturligt förekommande transfetter från idisslare inte är skadliga på samma sätt som industriella transfetter. I båda undersökningarna fanns det ett samband mellan intaget av industriellt framställda transfetter och förekomsten av hjärt- och kärlsjukdomar, medan det fanns ett samband mellan transfetter från idisslare och minskad förekomst av hjärt-kärlsjukdomar, även om detta samband var mer osäkert. De naturliga transfettsyrorna i mjölkfett, CLA och vaccensyra, har i djurförsök visat sig förebygga vissa cancerformer och ateroskleros.
Livsmedelsverket hävdar på sin hemsida att "En vanlig fråga är om industriellt bildat transfett är farligare än naturligt transfett, som finns i kött och mjölkprodukter. Utifrån de vetenskapliga studier som finns verkar det inte vara någon skillnad mellan hur naturligt transfett och industriellt transfett påverkar kroppen."

## Åtgärder mot industriella transfetter i kosten
I Danmark infördes år 2004 en gräns på högst 2 gram industriellt framställda transfettsyror per 100 gram fett i livsmedel. Lobbyister för två företag inom fettindustrin arbetar dock för att få EU att kräva att Danmark drar in beslutet som av dem tolkas som handelshinder.
 Detta har emellertid inte hjälpt då allt fler röster höjs för att förbjuda transfetter helt, bland annat i USA.
I USA beslutade staden New York den 5 december 2006 att införa förbud inom restaurangnäringen av industriella transfetter, vilket när förbudet trädde i kraft 1 juli 2007 fick stora effekter för snabbmatskedjorna. Åtgärden syftar till att skydda konsumenternas hälsa. Vissa restaurangkedjor har börjat anpassa sig till den nya lagen och försöker reducera användandet av transfetter. Även Kalifornien har sedan dess infört förbud mot industriella transfetter på restauranger. USA:s motsvarighet till Livsmedelsverket, FDA, beslutade i november 2013 att förbjuda transfetter helt för livsmedelsbruk vilket träder i kraft under mitten av januari 2014.
I Sverige är det frivilligt för tillverkare att redovisa på innehållsförteckningen om det finns transfetter i produkten. Livsmedelsverket rekommenderar lågt sammanlagt fettintag snarare än lågt intag av transfett. Ett beslut om att förbjuda transfetter togs av riksdagen 17 mars 2011 och regeringen fick i uppdrag att arbeta fram ett lagförslag.
Livsmedelsverkets märkning "Nyckelhålet" för särskilt nyttig mat fick innehålla upp till 14 % transfett, en regel som ändrades först efter att detta påpekats utifrån av tidningen DN:s larm.

## Kemi
| Transstruktur (elaidinsyra)                                                                                                   | Cisstruktur (oljesyra) | Mättad (stearinsyra) |
| --- | --- | --- |
| Elaidinsyra är den vanligaste trans-omättade fettsyran som oftast finns i delvis härdat vegetabiliska oljor.                  | Oljesyra är den cis-omättade fettsyran som finns i olivolja till 55–80 %.                                                     | Stearinsyra är en mättad fettsyra som ofta finns i animaliska fetter och är den produkt man vill få vid fullständig härdning. Stearinsyra är varken cis eller trans för den har inga dubbelbindningar. |
| | | |
| | | |
| Dessa fettsyror är geometriska isomerer, dvs. strukturellt identiska, bortsett från hur atomerna sitter vid dubbelbindningen. | Dessa fettsyror är geometriska isomerer, dvs. strukturellt identiska, bortsett från hur atomerna sitter vid dubbelbindningen. | Denna fettsyra saknar dubbelbindningar, och är därför inte isometrisk med de andra två fast alla tre består av lika långa kolkedjor.                                                                   |

Som synes på bilden så blir transfettsyror, på grund av att dubbelbindningens kolatomer sitter på olika sidor, nästan raka kolkedjor och får liknande egenskaper som mättade fettsyror, trots att de är omättade. Ett exempel på egenskap är att transfettet och det mättade fettet kan lägga sig mer packat på grund av sin struktur, och då binder det hårdare till varandra än cis-omättat fett. Cis-fettet har därför lägre smältpunkt.